# Штендер, Александр Иоанн
Александр Иоанн Штендер (также Стендер, Младший; 1744—1819) — лютеранский просветитель, богослов и переводчик, составитель первого латышско-немецкого словаря и грамматики для изучения немецкого языка латышскими крестьянами.

## Биография
А. И. Штендер родился 4 ноября 1744 года в Митаве; сын помощника главы местной городской школы Готхарда Фридриха Штендера (Старшего).
Первоначальное воспитание получил в доме родителей. Затем юридические науки проходил в Копенгагенском университетах и Гольмштадском университетах, а богословию учился в Кенигсбергском университете.
В 1775 году он был назначен пастором в Большие-Сальви, а в 1779 году перешел в Серпиль и Сунакст к отцу, тоже пастору, в качестве помощника. После смерти отца в 1796 году назначен пастором на его место и жил в этом приходе до смерти 20 ноября 1820.
Александр Иоанн Штендер шёл по стопам своего отца, заботясь о нравственности и просвещении латышей. Он первый сочинил нравоучительную комедию на латышском языке, «Lustsspele no semneka» (1790), а затем издал «Dseesmas, stahstu desmas un pasakas» («Песни, исторические песни и сказки», 1805) и написал рассказ о том, «Как Эрнест Аузон из крепостных сделался свободным господином» (1807). Кроме того, он перевел на латышский язык Зальцмана «Dseesmu kalendaper» («Календарь песен», 1811) и составил учебник немецкого языка для латышей: «Wahru walodas un wahrdu, grahmata» и первый латышско-немецкий словарь, предназначенный для изучения немецкого языка латышами, изданный в 1820 году. В основе этого словаря был немецко-латышский словарь Lettisches Leksikon, изданный его отцом в 1789 году.